# З'їзд народних депутатів СРСР
З'їзд народних депутатів СРСР — вищий орган державної влади у СРСР у 1989—1991 роках. Востаннє збирався 5 вересня 1991 року, коли на пропозицію Михайла Горбачова V з'їзд народних депутатів СРСР ухвалив рішення про саморозпуск.

## Історія
Михайло Горбачов на XIX конференції КПРС у червні — липні 1988 року оголосив курс на політичну реформу. 1 грудня 1988 року було прийнято закон СРСР «Про вибори народних депутатів СРСР» та внесено необхідні зміни до Конституції СРСР 1977 року.

## Повноваження з'їзду
До виняткового відомства з'їзду належали:
- прийняття Конституції СРСР та внесення до неї змін;
- визначених основних напрямків внутрішньої та зовнішньої політики СРСР;
- обрання Верховної Ради СРСР та її голови;
- затвердження голови Ради Міністрів СРСР, голови Верховного суду СРСР, Генерального прокурора СРСР, голови Вищого арбітражного суду, обрання Комітету конституційного нагляду СРСР;

З'їзд приймав закони СРСР та постанови більшістю голосів від загальної кількості народних депутатів СРСР.
У грудні 1989 року З'їздом були прийняті «Регламент З'їзду народних депутатів СРСР», а також закон «Про статус народних депутатів у СРСР».

## Склад З'їзду
З'їзд складався з 2250 депутатів, обраних на 5 років у такому складі:
- 750 депутатів від територіальних округів (з рівною кількістю виборців);
- 750 депутатів від національно-територіальних виборчих округів за нормами:
  - по 32 депутати від кожної союзної республіки,
  - по 11 депутатів від кожної автономної республіки (АРСР),
  - по 5 депутатів від кожної автономної області,
  - по одному депутату від кожного автономного округу;
- 750 депутатів від загальносоюзних громадських організацій за квотами, встановленими Законом «Про вибори народних депутатів СРСР»:
  - по 100 депутатів від КПРС, ВЦРПС та кооперативних організацій (колгоспів та споживкооперації),
  - по 75 депутатів від ВЛКСМ, жіночих рад, організацій ветеранів війни та праці, наукових товариств, творчих союзів,
  - 75 депутатів від інших громадських організацій, що мали загальносоюзні органи.

Точна кількість депутатів від кожної громадської організації (у межах встановлених законом квот) визначалась на спільних засіданнях керівних органів даних організацій, що скликались Центральною виборчою комісією з виборів народних депутатів СРСР (остаточний розподіл сформувався на виборах на народних депутатів СРСР).

## Вибори депутатів
Вибори народних депутатів СРСР пройшли 26 березня — 21 травня 1989 року.

## Сесії З'їзду народних депутатів СРСР
- I з'їзд: 25 травня — 9 червня 1989 р.
- II з'їзд: 12 грудня — 24 грудня 1989 р.
- III з'їзд: 12 березня — 15 березня 1990 р.
- IV з'їзд: 17 грудня — 26 грудня 1990 р.
- V з'їзд: 2 вересня — 5 вересня 1991 р.

## Припинення діяльності
5 вересня 1991 року V З'їзд народних депутатів СРСР прийняв «Декларацію прав і свобод людини», оголосивши перехідний період для формування нової системи державних відносин, підготовки та підписання угоди про Союз Суверенних Держав. На пропозицію Михайла Горбачова З'їзд ухвалив рішення про саморозпуск.
27 грудня 1991 року «у зв'язку з припиненням існування Союзу Радянських Соціалістичних Республік й утворенням Співдружності Незалежних Держав» Верховна Рада Російської Федерації постановила припинити депутатську діяльність народних депутатів СРСР на території Російської Федерації із 2 січня 1992 року. З того самого дня було заборонено застосовувати нормативні акти СРСР, що регулювали діяльність народних депутатів СРСР.
Між тим, деякі колишні депутати СРСР спробували організувати у річницю всесоюзного референдуму — 17 березня 1992 року — у Москві З'їзд народних депутатів СРСР. Президія Верховної Ради Росії визнала спроби відновлення діяльності будь-яких органів колишнього СРСР на території Російської Федерації замахом на державний суверенітет Росії та несумісним зі статусом Російської Федерації як незалежної держави.